# Lemmerweg-Oost
Lemmerweg-Oost is een woonwijk binnen de stad Sneek in de Nederlandse provincie Friesland. De wijk telt (in 2023) 1.470 inwoners en heeft een oppervlakte van 56 hectare (waarvan 6 hectare water).

## Ligging en bereikbaarheid
De wijk grenst in het noorden aan de wijk Poort van Sneek, in het oosten aan het Sperkhem, in het westen aan de Lemmerweg-West en in het zuiden aan Duinterpen.
De grootste verkeersader van de wijk is de Lemmerweg, die de grens vormt tussen Lemmerweg-Oost en -West. De oostelijke grens wordt gevormd door de Woudvaart. In de wijk zelf lopen geen waterwegen.

## Historie en bebouwing
De wijk Lemmerweg-Oost is in de jaren vijftig en zestig gebouwd en dankt haar naam aan de naastgelegen Lemmerweg. Aan het eind van het vorig decennium is de wijk gerenoveerd.
In de wijk liggen de touwfabrieken en kunststoffabrieken van Lankhorst en diverse jachthavens. In het zuidoosten ligt de woonschepenhaven.

### Straatnaamverklaring
De straten in de Lemmerweg-Oost zijn vernoemd naar personen die staatkundig, cultureel of geschiedkundig een grote rol hebben gespeeld in Sneek, onder wie Willem Santema.

### Bezienswaardigheden
In de wijk bevinden zich geen rijksmonumenten of bezienswaardigheden.

## Voorzieningen
Onder meer de volgende voorzieningen bevinden zich in de wijk:
- Diverse jachthavens
- Hoofdbureau van Politie

Wijken:
Binnenstad ·
Bomenbuurt ·
De Domp ·
De Loten ·
Duinterpen ·
Harinxmaland ·
Hemdijk ·
Het Eiland ·
De Hemmen ·
Houkesloot ·
It Ges ·
Lemmerweg-Oost ·
Lemmerweg-West ·
Leeuwarderweg ·
Noorderhoek I ·
Noorderhoek II ·
Noordoosthoek ·
Oudvaart ·
Pasveer ·
Poort van Sneek ·
Sperkhem ·
Stadsfenne ·
Stationsbuurt ·
Tinga ·
Zwetteplan
Buurten:
Malta ·
Spitaal ·
Tuindorp